# جورج ويستينغهاوس
جورج ويستينغهاوس (بالإنجليزية: George Westinghouse)‏ (ولد في 6 أكتوبر 1846، وتوفي في 12 مارس 1914). كان ويستينغهاوس مقاول ومهندس أمريكي وبالرغم من بدايته السلبية، فقد حصل على براءة الاختراع عن المحرك البخاري الدوراني وذلك قبل أن يصل إلى سن العشرين..أما اختراعه الثاني، فهو جهاز يعيد القطارات التي تخرج عن القضبان إلى مسارها وهو أيضاً مخترع الكابح الهوائي للسكك الحديدية «فرملة ويستينغهاوس الهوائية»..وقبل أن تنتهي حياة هذا الرجل حصل على أكثر من أربعمائة براءة اختراع..وأسس إمبراطورية صناعية لم يضارعها إلا القليل !
وقد ظل ثماني وأربعين سنة يسجل مخترعاته بمعدل اختراع في كل شهر ونصف الشهر، فأفضت إلى قيام ستين شركة واربع صناعات جديدة كما أنه كان رائد الصناعة الكهربائية وذلك بالرغم من كونه واحد من أشد خصوم توماس إديسون في الفترة التي بدأت فيها الكهرباء بالانتشار، لأنه أول من اقام الدليل «برغم معارضة اديسون القوية» على التوسع في نقل التيار الكهربائي نقلا صالحا على مسافات بعيدة وبالتالي قد تيسر لنا تشغيل الضوء الكهربائي والمعدات الكهربائية التي في المنازل.
حيث كان هناك نضال دام عشر سنوات بين ويستينغهاوس الداعي إلى الانتفاع بالتيار المتقطع، وبين الذين لا يرضون عن التيار الثابت بديلا. وكان مدار (حرب التيارين) ان التيار المتقطع يصعق من يمس الأسلاك التي يجري فيها إذا ما زيد ضغطه الزيادة اللازمة لنقله مسافات بعيدة. ولما اتفق ان لمس صبي أحد هذه الأسلاك وصعق فمات، حملت الصحف على ما استحدثه ويستينغهاوس، وصدرت قوانين تحظر مد الأسلاك التي يجري فيها تيار عالي الضغط في شوارع كثير من المدن.وكتب إديسون أعظم المشتغلين بالكهرباء في عهده فقال: (ليس ثمة ما يسوغ استعمال التيارات المتقطعة، ولا في العلم ولا في العقل، أما أنا فاود ان يحظر استعمالها).فرد عليه ويستينغهاوس:(ان التيار الكهربائي سيقتل بعض الناس ولا ريب وكذلك الديناميت، وكثير وغيرها، ولكن عندنا وسيلة تمنع الكهرباء المدمرة في التيار المتقطع من أن تؤذي أحدا)، وقد جنى ويستينغهاوس ثمرة ايمانه بالتيار المتقطع يوم نافس إديسون على اضاءة معرض شيكاغو العالمي في سنة 1893 وتفوق عليه، ولكن اديسون كان يسيطر على الشركة الوحيدة التي تصنع مصابيح كهربائية جيدة، فداب ويستينغهاوس على خلال ثلاثة أشهر على الاختراع والامتحان حتى وفق إلى صنع مصباح جيد، فأضاء به ارض المعرض، وظفر بحفاوة الناس جميعا بما وضعه من نظام كهربائي
كان نيكولا تيسلا حليف ويستينغهاوس في حرب التيارات. وفي العام 1911 فاز ويستينغهاوس بميدالية إديسون من المعهد الأمريكي للهندسة الكهربائية، وكان فوزه هذا نتيجة لإنجازاته القديرة التي حققها في تطوير أنظمة الإنارة باستخدام التيار الكهربائي المتناوب.
كان ويستينغهاوس قد جاوز الخمسين قليلا حين أقدم على أعظم أعماله – صنع التربين البخاري الذي استغرق معظم جهده في ثماني سنوات. لم يكن هو الذي اخترع التربين ولكنه كان في طليعة الذين اتخذوه للانتفاع به في السفن، وفي توليد الطاقة الكهربائية في المدائن والقرى. ثم نزلت النازلة. ففي الذعر المالي الذي حل بالناس سنة 1907 احيلت شركاته إلى الحراسة القضائية، وفقد سيطرته عليها، لان براعته في تدبير المال لم تكد تضارع براعته في الاختراع – فاختلت اموره. وبعد سنوات مضى به أحد شركائه ذات ليلة في سيارة، فجاسا في مدينة بتسبرج.قال صاحبه:(فلما بلغنا اللوحة المضيئة الباهرة التي كتب عليها (شركة ويستينغهاوس الكهربائية والصناعية) اشاح ويستينغهاوس بوجهه عنها ونظر إلى التلال الجرد نظرة فيها من الألم والأسى ما يقطع نياط القلوب. وظل مدة طويلة لا ينبس بكلمة).وفي صيف 1913 خرج يوما يصطاد فانقلب به الزورق، فاصيب بزكام شديد، واعتل قلبه وثم توالت عليه شهور كالحة من المرض والضنى، ولكن ذهنه ظل صافيا يقظا إلى يومه الأخير، وفي 12 مارس 1914, كان جالسا في كرسي قائم على عجلات ووعلى مقربة منه رسوم صنعها هو لكرسي يحركه محرك، فجاء اجله وقضى نحبه.

## روابط خارجية
- جورج ويستينغهاوس على موقع الموسوعة البريطانية (الإنجليزية)
- جورج ويستينغهاوس على موقع إن إن دي بي (الإنجليزية)